# Мусере
Му̀сере (на гръцки: Μούσερε) е изоставено село в Кипър, окръг Пафос. Според статистическата служба на Република Кипър през 2001 г. селото няма жители.
Намира се на 33 км югоизточно от Пафос. В селото има 2 църкви и 10 къщи. Голямата църква носи името Тимиос Продромос, а по-малката – Агия София.